# 1525年
| 千纪： | 2千纪 |
| 世纪： | 15世纪 \| 16世纪 \| 17世纪                                                                                 |
| 年代： | 1490年代 \| 1500年代 \| 1510年代 \| 1520年代 \| 1530年代 \| 1540年代 \| 1550年代                           |
| 年份： | 1520年 \| 1521年 \| 1522年 \| 1523年 \| 1524年 \| 1525年 \| 1526年 \| 1527年 \| 1528年 \| 1529年 \| 1530年 |
| 纪年： | 乙酉年（鸡年）；明嘉靖四年；樊紳大中天武元年；越南統元四年；日本大永五年                                   |

## 大事记
- 德意志農民戰爭在士瓦本、法蘭克尼亞、亞爾薩斯和圖林根被鎮壓。
- 2月24日——西班牙在義大利戰爭的帕維亞戰役對法蘭西王國獲得決定性勝利，法國國王弗朗索瓦一世成為查理五世俘虜，被迫簽訂《馬德里條約》放棄義大利領地、勃艮地公爵領地的城下之盟而獲得自由，西班牙王國接替法蘭西王國成為西歐的第一強權。但弗朗索瓦一世一回國就宣布《馬德里條約》無效，還獲得教宗克萊孟七世。
- 苏州留园始建。

## 出生
- 张居正，明朝內閣首輔（逝世于1582年）
- 9月11日——约翰·格奥格，勃兰登堡选帝侯（逝世于1598年）

## 逝世
- 2月26日——阿茲特克帝國最後的皇帝庫奧赫特莫克（Cuautémoc，蒙特蘇馬二世的姪子，登基時十八歲）被西班牙人絞死
- 5月5日——弗里德里希，萨克森大公（出生于1463年）
- 5月27日——托马斯·闵采尔，德国农民战争领袖，被处死（约出生于1490年）